# Helechosa de los Montes
Helechosa de los Montes település Spanyolországban, Badajoz tartományban. Helechosa de los Montes Alía, Sevilleja de la Jara, Anchuras, Los Navalucillos, Horcajo de los Montes, Navalpino, Villarta de los Montes és Herrera del Duque községekkel határos. Lakosainak száma 562 fő (2024).

## Népesség
A település népessége az utóbbi években az alábbiak szerint változott:
| Lakosok száma | 753  | 774  | 747  | 716  | 738  | 715  | 684  | 647  | 612  | 562  |
|               | 2001 | 2004 | 2006 | 2009 | 2011 | 2014 | 2016 | 2019 | 2021 | 2024 |